# Маковейчук Юрій
Юрій Маковейчук (нар. 1961, Київ) — український і американський живописець і кінорежисер, який працює в сфері манекенної анімації.

## Біографія
Юрій Маковейчук народився в Києві у 1961 році.
У 1990 році переїхав до Філадельфії, а потім до Нью-Йорка.

### Освіта
Навчався мистецтву в Київському державному художньому училищі імені Шевченка (також його однокласниками були Роман Туровський та Аліна Панова). Продовжував художнє навчання в Київській державній академії мистецтв (BFA) та Інституті мистецтв Філадельфії (MFA).

## Кар'єра

### Художник
- Виставка «Designing Intelligence» (Університет Флориди Атлантик).[1]

### Режисер фільму
Маковейчук створив два анімаційні художні фільми «Радіоман» (1999) та «Інститут» (2003). У підсумку «Радіоман» отримав приз Пармського фестивалю анімації.

### Сценограф
Маковейчук брав участь (як художник-постановник) у багатьох незалежних кіно- і телевізійних постановках у Європі, зокрема в норвезькому фільмі 2008 року «ICEKISS», у телемюзиклах «Три мушкетери» (2004) і «Дванадцять стільців» (2005) , а також декорації до вистав Марії Бурмаки та Вєрки Сердючки. Він також був активним художником сценічного мистецтва (фільми «Великі очікування», «Годзілла», «As Good As It Gets», «Адвокат диявола» та ін.).

## Фільмографія
- Радіст (1999)[6]
- Інститут (2003)[7]